# Ампир
Ампир (от френски: empire – „империя“; френско произношение: [ɑ̃.piːʁ]) е стилово направление от началото на XIX век в архитектурата, мебелния дизайн, декоративните изкуства и изобразителното изкуство, което представлява втората фаза на неокласицизма. То процъфтява между 1800 и 1815 г. по време на Френския консулат и Първата френска империя, въпреки че надживява тия два периода и продължава да бъде използван до края на 20-те години на XIX век. От Франция той се разпространява в голяма част от Европа и САЩ.

## Зараждане на ампир
Стилът ампир възниква и получава името си от управлението на император Наполеон I по време на Първата френска империя, когато има за цел да идеализира лидерството на Наполеон и френската държава. 
Стилът ампир се заражда във Франция. Ранният му период се развива като естествено продължение на неокласицизма. Стилът е пряко свързан с военната диктатура и личните амбиции на Наполеон I. Той изисква от всички изкуства да се прокламират (представят) в парадно великолепие идеалите за национална гордост и дълг. Вече не се изисква вдъхновение от античността, а пълна вярност към нея и дори копиране. В архитектурата сградите са украсени предимно с релефна украса, в която преобладават военни доспехи, мечове, лаврови венци. В този период се строи и Триумфалната арка в Париж в чест на Наполеон и неговите победи. Художниците обаче не са доволни от ограничаването на творческата им свобода и са потърсили нови изразни средства като бунт срещу класицизма.
Предишният модерен стил във Франция е бил стилът Directoire (на английски език) – по-строга и минималистична форма на неокласицизма, която била заменила стила на Луи XVI, а новият стил ампир носи пълно завръщане към показното богатство. 
Стилът съответства донякъде на стила Бидермайер в немскоговорещите земи, на Федералния стил (на английски език) в САЩ и на Регентския стил (на английски език) във Великобритания.

## Ампир в архитектурата
Той е малко неочаквано продължение на идеите, вложени в стила класицизъм. Този стил е повлиян от управлението и амбициите на Наполеон. Неслучайно и името му идва от „император“. Желанието на Наполеон е неговата империя да достигне величието на Римската. В съответствие с това архитектите са задължени да обкръжат императора с блясъка и пищността на Рим, като за целта трябва да имитират Духа, принципите на античността. Вече не става дума за вдъхновяване от античността, а за пълно копиране на нейните материални форми. Разбира се, независимо от стремежите на Наполеон романтизмът остава най-голямата сила на 19 век и неговата мечтателност успява да омекоти сухотата на административно наложения стил ампир.
- Вандомска колона, 1806-1810 г., Париж
- Триумфална арка (Карусел), 1808 г., Париж
- Казанска катедрала, 1801-1811 г., Санкт Петербург
- Триумфалната арка, 1829-1834 г., Москва
- Колоната на Нелсън, 1840-1843 г., Лондон
- Портикът на Бурбонския дворец (Париж), 1806-1808 г.
- Църквата „Света Мария-Магдалена“ в Париж, 1807-1842 г.

### Фасади
По Наполеоново време не достигат средства за голямо строителство. Времето, с което разполага е достатъчно за пристрояване само на гръко-римски входове пред някои от църквите и дворците и за изграждането на сгради, чиито фасади са украсени с тромави, но излъчващи стабилност ранногръцки колони, фронтони / с елипсовиден прозорец вместо с изображения на легендарни богове/, тежки римски розети, лаврови венци и гирлянди, релефни плочи, триумфални арки и възпоменателни колони. Стилът е съвсем неподходящ за фасадите на частните къщи с неговото сурово великолепие и надменност, с входове като на храмове, а понякога дори с цялостен облик на гръцки храм.

## Вътрешна архитектура
Стаите, в които се развива интериорът на стила ампир са правоъгълни, високи, с издължени за нашите представи врати и прозорци. Таваните са бели. Те се отделят от стените с леко декорирани фризове или по римски образец се сливат с тях чрез силно заоблен ъгъл. Стените са покрити с тапети или с драпиращи тъкани. Само в представителните помещения те са разчленени на симетрично обрамчени полета и са украсени с орнаменти и рисунки. В по-големите салони, подобно на античния Рим
пред стените са разположени свободностоящи колони. Обикновено подовете са покрити с паркет от различни видове дървесина, а завесите са с мощно спуснати драперии като гънките на античното облекло. В много от стаите има камини, напомнящи римски надгробни паметници.

### Мебели
В мебелите на стила ампир преобладават незаоблените ъгли и неусложнената линия. Удобството отстъпва пред показната представителност. Изключение прави заимствания пряко от Гърция стол „клисмос“, в чиито извивки се чувства грижа и удобство при седене. Типичните за стила столове са с почти ненаклонени назад гърбове и със стеснени в долния си край правоъгълни или кръгли крака. Подлакътниците на креслата често се поддържат от митични животни: лъвове, лебеди и грифони.
Сфинксът се използва при направата на ръкохватки. Новост е шезлонгът с извита в елегантна лебедова линия част за главата. Масите напомнят за древния
Рим. Краката им са скулптирани като кариатиди с тъжни лица. Креватите със или без разкошно издигнат в центъра балдахин са с форма на ладии или на римски саркофази.
- Тронът на Наполеон от дворца Тюйлери, изложен в Лувъра, Париж
- Кресло, около 1830 г., Лувър
- Настолен часовник „Венера и Марс“, около 1810 г., Лувър
- Табуретки в двореца Фонтенбло
- Маса

### Новости в интериора
Въпреки неблагоприятните за творчество условия интериорът се обогатява с нови видове предмети. Появяват се витрините за трофеи и скъпоценности с кристални фасетирани стъкла, стоящите огледала и клавесинът. Повечето от тях са разкрасени с елементи от античността: фронтони, корнизи, колони, капители и кариатиди. Наполеон е против лукса и много от мебелите са оцветени с бял лак или са патинирани в зелено. Тапицириите са твърди, но облечени в коприна и кадифе.

### Бронзът
Бронзът е любимият материал за изработване на декоративни вещи. Гравиран, патиниран,
матово позлатен, той се превръща в богато украсени часовници, свещници, канделабри, художествена пластика, предмети за бита. Много от тях имат гръцки форми. Срещат се дори жардениери с формата на гръцки олтари, пепелници: пробити отгоре капители, вази урни и дори храмоподобни умивалници. Бронзът участва и в украсата на мебелите, но тъй като епохата изисква повече блясък, отколкото искреност, при тях той понякога се заменя с бронзиран скулптират картон. В чист вид той служи за обеци с изобразени глави на войници или за гривни, които по римски образец войствено настроените дами носят на китките и глезените си.

## Картини и декорации
- Жак-Луи Давид – Наполеон
- Жак-Луи Давид – „Мадам Рекамие“ 1800.
- Чаша, 1823
- Египетски сервиз Виван-Денон
- Енгър 
Наполеон като император на трон

Картините в интериора изобилстват с героични и трагични сцени, с романтично-героични персонажи, чиито патетични жестове и мъжествен драматизъм подхождат на целия интериор. Живописността и многоцветието на класицизма са изцяло заличени в интериора на стила ампир. Цветовете са преобладаващо гълъбовосиви, зелени и матово-златисти, а в комбинация с розово, лилаво, зелено и жълто напомнят за Помпей.
Декоративните мотиви по мебелите и вещите са пропити със същия униформен патос. Навсякъде преобладават победни трофеи, гирлянди и венци от дъбови и лаврови листа, мечове и жълъди, запалени факли, крилати вестоносци и пр. Често буквата N се вплита в украсата на повечето официални предмети и паметници на Франция по онова време. Интарзиите и инкрустациите почти липсват. Тяхната красота е твърди изтънчена, за да се предпочете пред по-ярките ефекти на позлатените сфинксове, грифони и др. фантастични животни. Понякога вътрешната украса се допълва с точни копия на помпейските стенописи.
Взети като цяло всички елементи на интериора ни навяват малко хладна и преднамерена тържественост, която напомня не толкова за обитаемост, колкото за театрален декор.

## Постижения на стила
Голямото постижение на стила са официалните му бели салони, създаващи атмосфера на покой и порядък. В тях преобладава белият цвят с бледосив оттенък. Обградени от ритмично разпределени колони или пиластри без риск за монотонност, тъй като всяко поле между тях е с богата, но сдържана декорация, и с равномерно подредени до стените столове и кресла, тези салони излъчват спокойствие и сигурност. Техните оцветени в бяло мебели са може би най-голямото постижение на стила. С простите си лаконични форми те остават като пример за представителни, аристократично сдържани творби.
Ампир е последният голям стил в Западна Европа. Той е логичен край на европейския дворцов интериор. Този интериор отразява силата на замогващата се буржоазия в стила рококо, мощта ѝ в бароковите форми, показа опиянението ѝ от властта чрез рококо, отрезвява се заедно с нея при класицизма, а при войника-император бе създаден стила на императорската власт. Този стил бързо завладява европейските дворци и получава своите названия: руски, немски, френски, австрийски ампир.
По-късно демократизацията на интериора започва от формите на стила ампир. Драпировките, бронзът и героичните мотиви остават в историята. Запазена е най-вече формата на мебелите, от които е премахната всяка самоцелна украса. Така, лишена от декоративния си блясък, заложената в стила конструктивна искреност дава образа на много от жилищата от средата на 20 век.